# カザン・ハン国

カザン・ハン国
قازان خانليغى

1540年頃のカザン・ハン国の支配領域

カザン・ハン国 (カザン・ハンこく、タタール語: Казан ханлыгы / Qazan xanlığı、ロシア語: Казанское ханство (Kazanskoe khanstvo)) は、15世紀から16世紀にかけてヴォルガ川中流域を支配したテュルク系イスラム王朝。ジョチ・ウルスの継承国家のひとつで、国名は首都はカザンに置いたことに由来する。

## 歴史
カザン・ハン国はチンギス・ハーンの長男ジョチの十三男トカ・テムルの末裔であるウルグ・ムハンマド（大ムハンマド）を祖とする。ヴォルガ川下流のサライ周辺において行われたジョチ・ウルスのハン位を巡る抗争に敗れたウルグ・ムハンマドは、ジョチ・ウルス領の北方辺境であったヴォルガ・ブルガール王国の故地に退き、1438年にカザンを首都とする政権を樹立した。ウルグ・ムハンマドの子の一人マフムーデクは父を殺害し、マフムーデクの弟カースィムはモスクワ大公国に亡命する。1452年頃にカースィムは自分の名前にちなんだカシモフという城市をモスクワから与えられ、カシモフ・ハン国を建国した。
1468年にマフムーデクの子イブラーヒームはモスクワとの戦闘に勝利し、ヴャトカを従属させた。イブラーヒームの子であるアドハムとムハンマド・エミーンがハン位を巡って争い、アドハムがハン位を勝ち取った。敗れたムハンマド・エミーンはモスクワに援助を求め、モスクワ軍の助力を得て帰国し、1487年にハンに即位する。カザン・ハン国はクリミア・ハン国との関係が深く、国内ではモスクワ大公国を支持する親モスクワ派とクリミア・ハン国を支持する親クリミア派の対立が続いた。1487年からモスクワはカザンへの干渉を強めて傀儡のハンを積極的に擁立する。当初モスクワはクリミア・ハン国の利害を考慮し、クリミア・ハン国の君主メングリ・ギレイの義理の息子であるムハンマド・エミーンとアブドゥッラティーフの兄弟をハン位に就けた。1505年、ムハンマド・エミーンはモスクワからの干渉に抵抗し、翌1506年にモスクワの軍勢を撃破する。
1518年にムハンマド・エミーンが子を遺さず没した時にモスクワとクリミア・ハンの関係は悪化しており、モスクワはカシモフ・ハン国のシャー・アリーをハン位に就けた。メングリの子メフメド・ギレイはカザンの王族の要請に応じて弟のサーヒブ・ギレイをカザンに派遣し、サーヒブはカザンのハンとなるが、モスクワ大公ヴァシーリー3世によってカザンと外部の連絡が絶たれる。ヴァシーリー2世が送り込んだ親モスクワ派の人間によってカザンのイスラム教徒のキリスト教への改宗が進められ、メフメドはモスクワに対抗してカザンに派兵し、リトアニア大公国と共同してモスクワへの懲罰遠征を実施した。メフメドは遠征中に殺害され、モスクワのカザン進攻を知ったサーヒブは1524年にクリミアに帰国し、甥のサファー・ギレイをカザンのハンに就けた。しかし、モスクワはなおも傀儡のカザン・ハンの擁立を企て、カザン内部の親モスクワ派と連絡を取っていた。1530年にサファーはモスクワによってカザンを追放され、代わってシャー・アリーの兄弟ジャーン・アリーがハンに即位する。1535年にカザンで起きた反乱によってジャーン・アリーは失脚し、再びサファーがカザン・ハンとなる。
カザンがクリミアの影響下に入った後、カザンとモスクワの関係は悪化し、1534年から1545年にかけてカザンは毎年ロシア東部・北東部の国境地帯に侵入した。サファーの死後に彼の子であるオテミシュ・ギレイがハン位を継承したが、オテミシュはモスクワによって廃され、みたびシャー・アリーがハン位に就いた。シャー・アリーに代わってノガイ・オルダから招かれたアストラハン家のヤーディガールがハンに擁立されたが、この事態を受けてモスクワ大公イヴァン4世はカザンの征服を決意する。イヴァン4世はこれまでに3度のカザン遠征を実施し、1552年夏の4度目の遠征でカザンはモスクワに征服される。8月23日にカザンは包囲を受け、10月2日に陥落、篭城していた男子は全員殺害され、婦女子は捕虜とされる（カザン包囲戦）。ヤーディガールは捕虜にされ、翌1553年にキリスト教に改宗、貴族として余生を送った。戦後、カザンからタタール人は追放され、17世紀半ばまでカザンはロシア人の町となった。カザンの併合はテュルク系諸民族の間で長く語り継がれ、英雄叙事詩『チョラ・バトゥル』が生み出された。

## 社会、経済
王家はモンゴル系の人間で構成され、臣民はタタールと呼ばれるテュルク系のイスラム教徒と、フィン・ウゴル系の諸民族からなっていた。カザン・ハン国の領域に居住していた民族として、カザン・タタール人、チュヴァシ人、マリ人、ウドムルト人などが挙げられている。早期にイスラム教を受容したヴォルガ・ブルガールを基盤として成立したため、他のジョチ・ウルスの継承国家よりもイスラーム色が濃い国家となった。カザン・ハン国ではトルコ・イスラーム文化が優勢で、カザンはヴォルガ川中流域におけるイスラーム文化の中心地となる。
主要な交易路が交わるカザンは東西交易の中継地として繁栄し、毎年カザンで開かれる定期市にはロシアやより東の地域から多くの商人が訪れた。国家が支配していたヴォルガ川中流域は1千年紀後半から農業が盛んとなり、カザン・ハン国では都市での商業活動以外に農業も行われていた。しかし、カザン・ハン国の領土は遊牧に不適な森林ステップ地帯に広がっており、戦時に即座に動員できる騎兵の数には限りがあった。経済・交通の要衝であるカザンとロシア東部からカザン・ハン国の間に広がる未開拓地はモスクワ大公国にとって魅力的なものに映り、モスクワではカザン征服が唱えられた。

## 歴代君主
1. ウルグ・ムハンマド（在位：1438年? - 1446年）
2. マフムーデク（在位：1446年 - 1466年） - 1の子
3. ハリール（在位：1466年 - 1467年） - 2の子
4. イブラーヒーム（在位：1467年 - 1479年） - 2の子
5. アドハム（在位：1479年 - 1485年） - 4の子
6. ムハンマド・エミーン（在位：1485年 - 1486年） - 4の子
7. アドハム（第二治世、在位：1486年 - 1487年）
8. ムハンマド・エミーン（第二治世、在位：1487年 - 1496年）
9. マムク（在位：1496年 - 1497年） - ジョチの五男シバンの子孫
10. アブドゥッラティーフ（在位：1497年 - 1502年） - 4の子
11. ムハンマド・エミーン（第三治世、在位：1502年 - 1518年） - 彼の死によってウルグ・ムハンマド直系のハンが断絶し、以降トカ・テムル裔の別家系からハンが擁立される
12. シャー・アリー（在位：1518年 - 1521年） - トカ・テムル裔でウルグ・ムハンマドとは別の家系に属する。ジョチ・ウルスのハンに就いたクチュク・ムハンマドを曾祖父、カシモフ・ハンのシャイフ・アウリヤルを父に持つ。
13. サーヒブ・ギレイ（在位：1521年 - 1525年） - トカ・テムル裔でウルグ・ムハンマドとは別の家系に属する。クリミア・ハンのメングリ・ギレイの子。
14. サファー・ギレイ（在位：1525年 - 1532年） - 13の甥
15. ジャーン・アリー（在位：1532年 - 1535年） - 12の兄弟。
16. サファー・ギレイ（第二治世、在位：1535年 - 1546年）
17. シャー・アリー（第二治世、在位：1546年）
18. サファー・ギレイ（第三治世、在位：1546年 - 1549年）
19. オテミシュ・ギレイ（在位：1549年 - 1551年） - 18の子
20. シャー・アリー（第三治世、在位：1551年 - 1552年）
21. ヤーディガール（在位：1552年） - トカ・テムル裔でウルグ・ムハンマドとは別の家系に属する。大オルダのアフマドを曾祖父、アストラハン・ハンのカースィムを父に持つ。